# Huang Qing Zhigong Tu
Huang Qing Zhigong Tu (chiń. 皇清職貢圖; Kolekcja portretów ludów trybutarnych dynastii Qing) – XVIII-wieczna chińska publikacja, zawierająca informacje na temat ludów zamieszkujących państwa trybutarne imperium chińskiego oraz państwa, z którymi Chińczycy utrzymywali kontakty handlowe.
Dzieło powstało na zlecenie cesarza Qianlonga i zostało wydane ok. 1769 r.
W 2022 r. ukazało się angielskie tłumaczenie autorstwa dr. Laury Hostetler i prof. Xuemei Wu.

## Treść

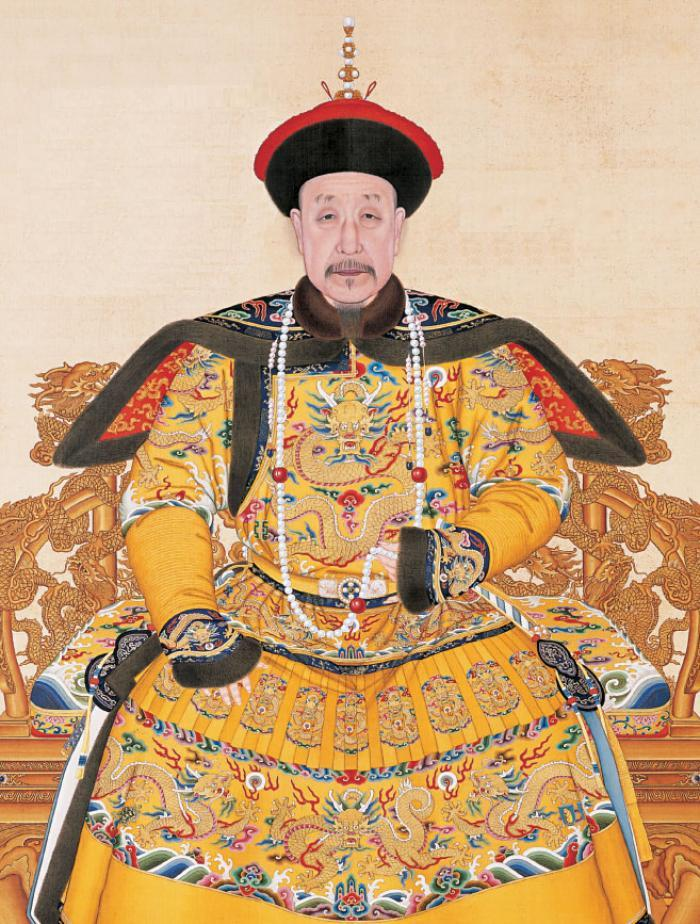
Cesarz Quianlong, na zlecenie którego powstała publikacja.

Dokument oryginalnie składał się z czterech zwojów, z których każdy opisywał inny obszar, będący przedmiotem zainteresowania Chińczyków. Każdej krainie poświęcono krótki tekst, opisujący jej mieszkańców i zwyczaje tam panujące. Tekstom towarzyszą ilustracje, przedstawiające mężczyzn i kobiety w strojach narodowych.
Pierwszy zwój zawiera informacje m.in. na temat krajów Wielkiego Oceanu Zachodniego, czyli Europy (w tym Polski). Źródłem wiedzy na temat Zachodu byli głównie działający w Chinach misjonarze jezuiccy. Teksty poświęcone Europie nie są wolne od błędów; zawierają na przykład informacje, że Francja przed nastaniem katolicyzmu była krajem buddyjskim, a także traktują Portugalię i Francję jako jedno państwo.
Polska (Boluniya) jest opisana jako kraj o zimnym klimacie, którego mieszkańcy od wczesnej jesieni do wczesnego lata ubierają się w futra. Do ulubionych zajęć Polaków należą - zdaniem autorów - szermierka oraz hodowanie niedźwiedzi.

## Galeria

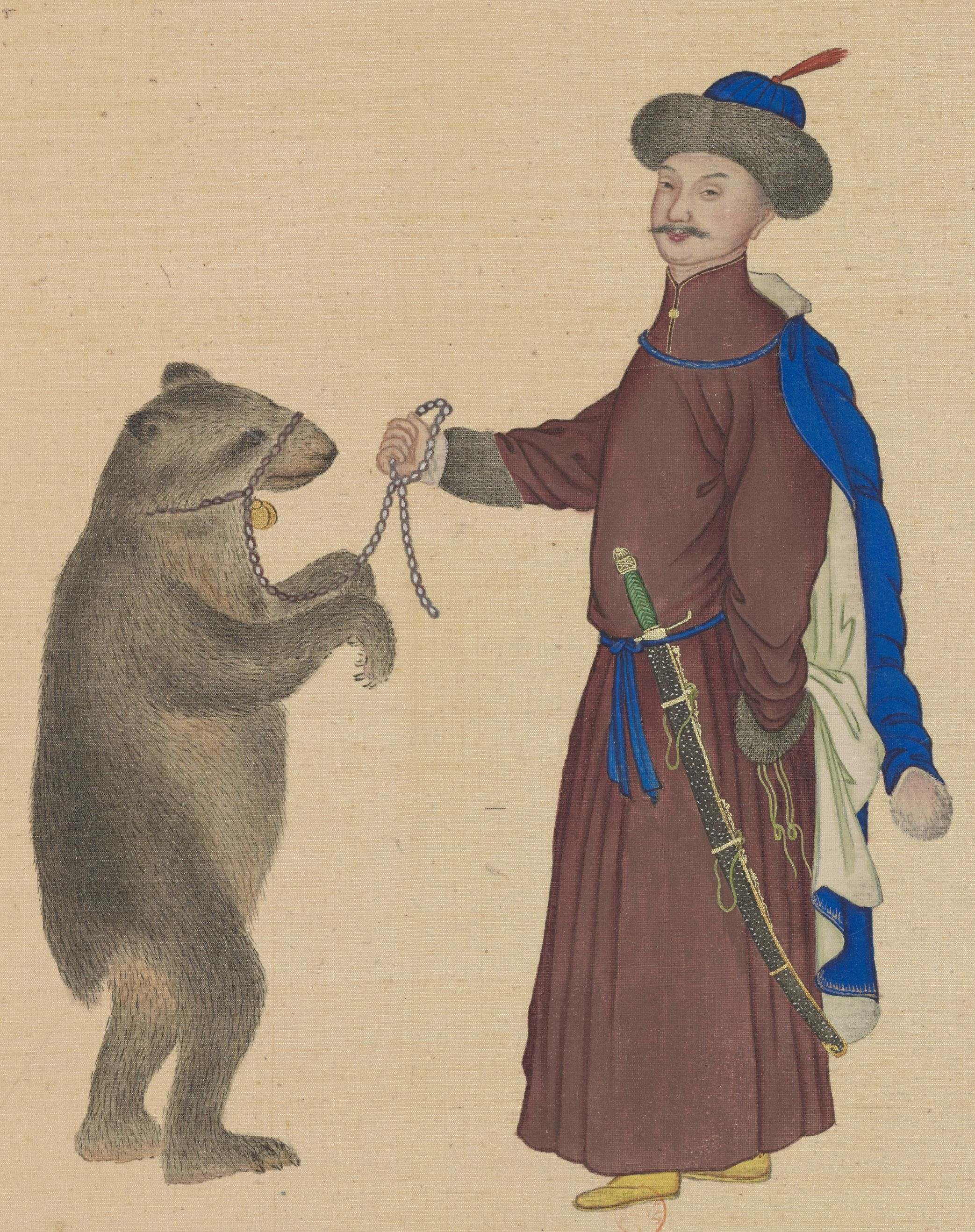
Mieszkaniec Polski z niedźwiedziem
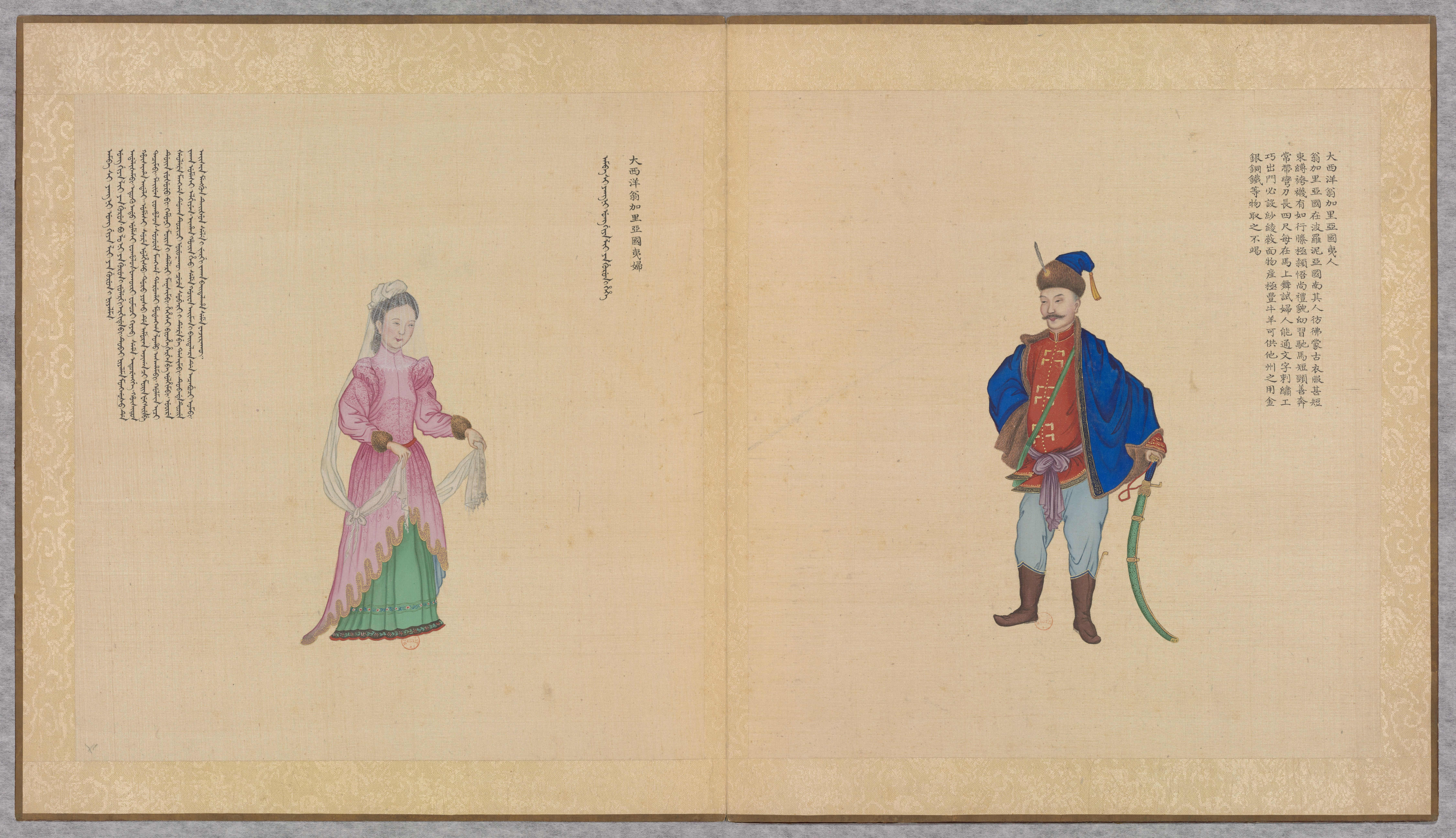
Mieszkańcy Węgier
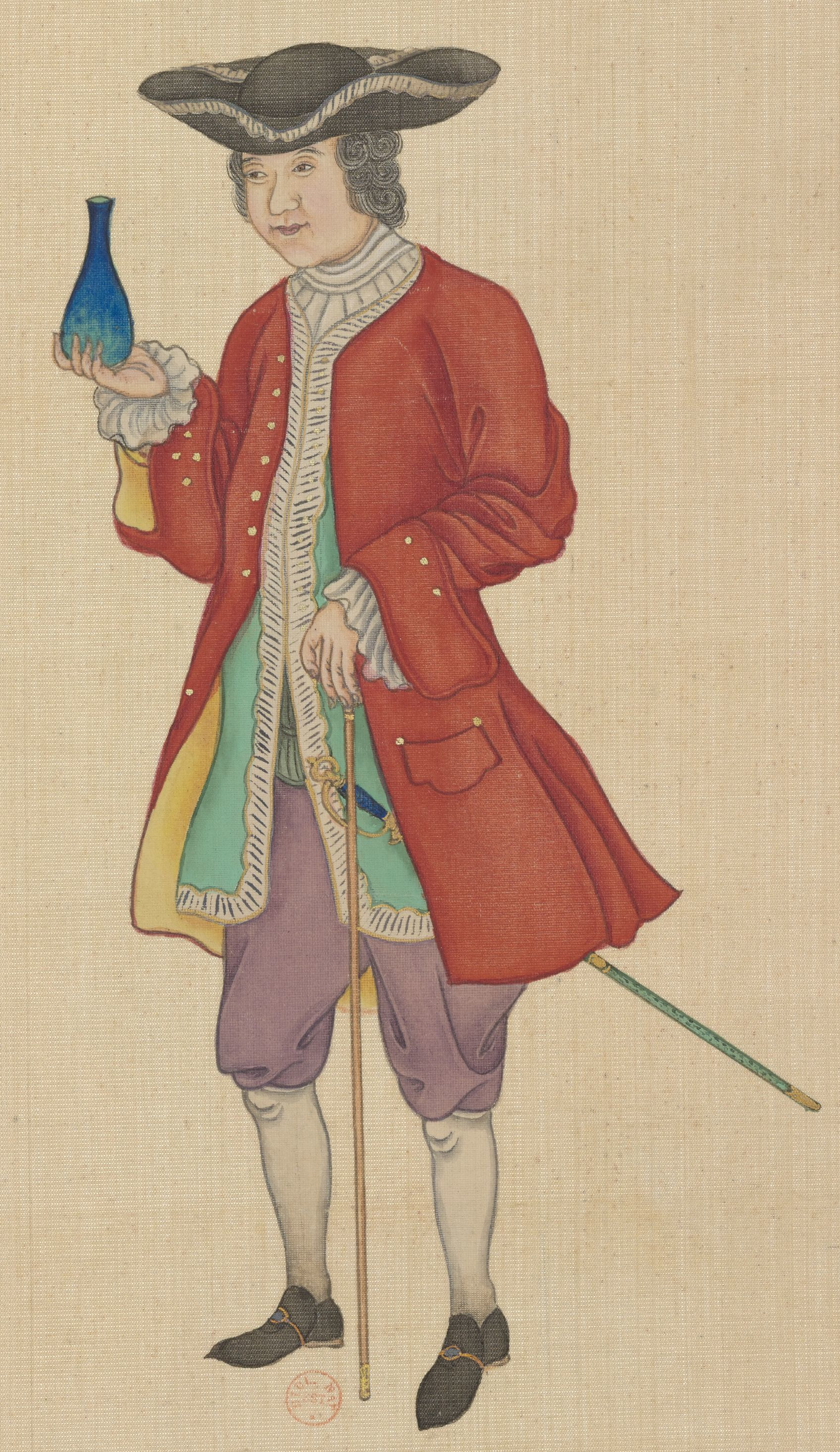
Mieszkaniec Anglii.
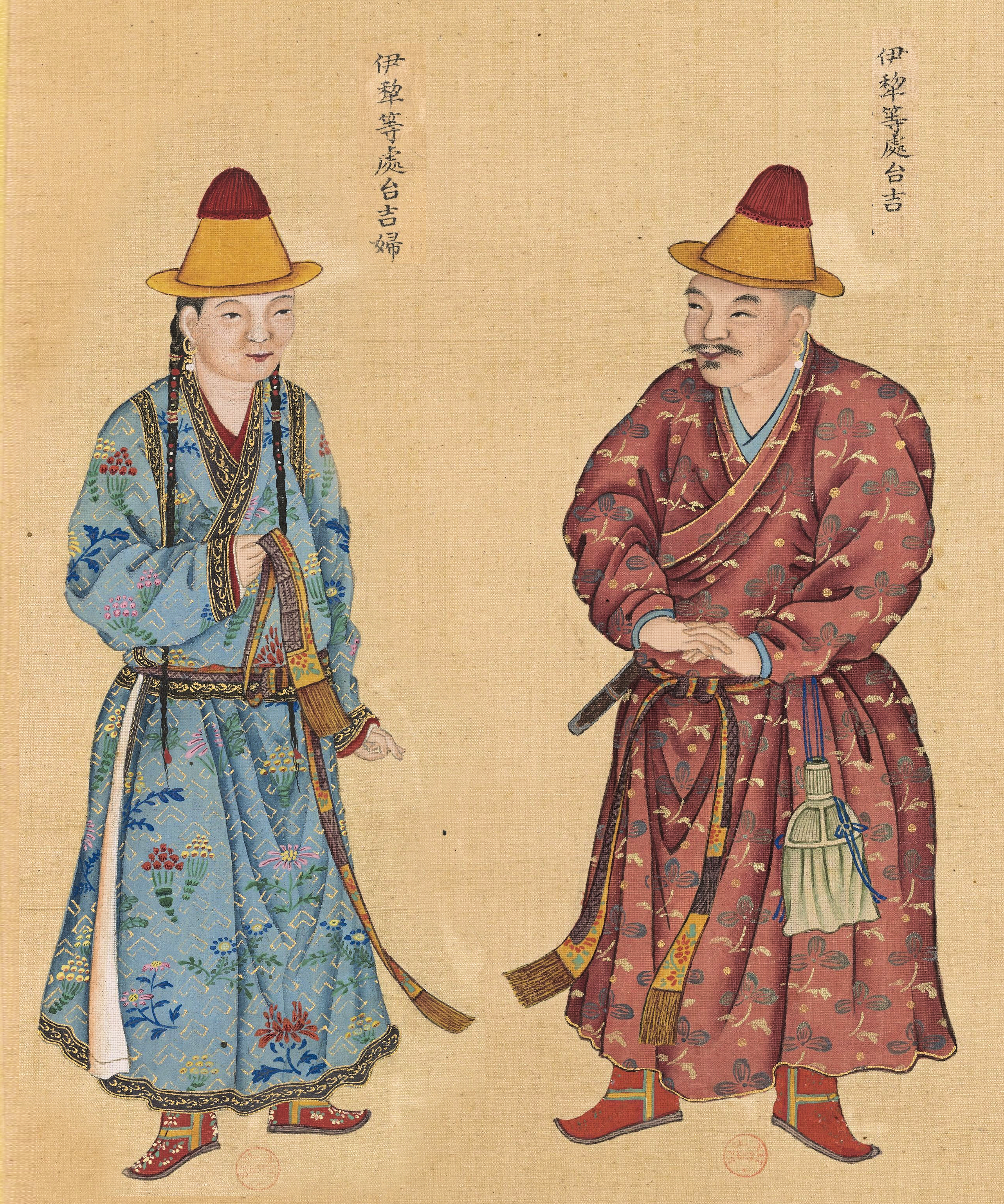
Książę Chanatu Dżungarskiego z żoną.
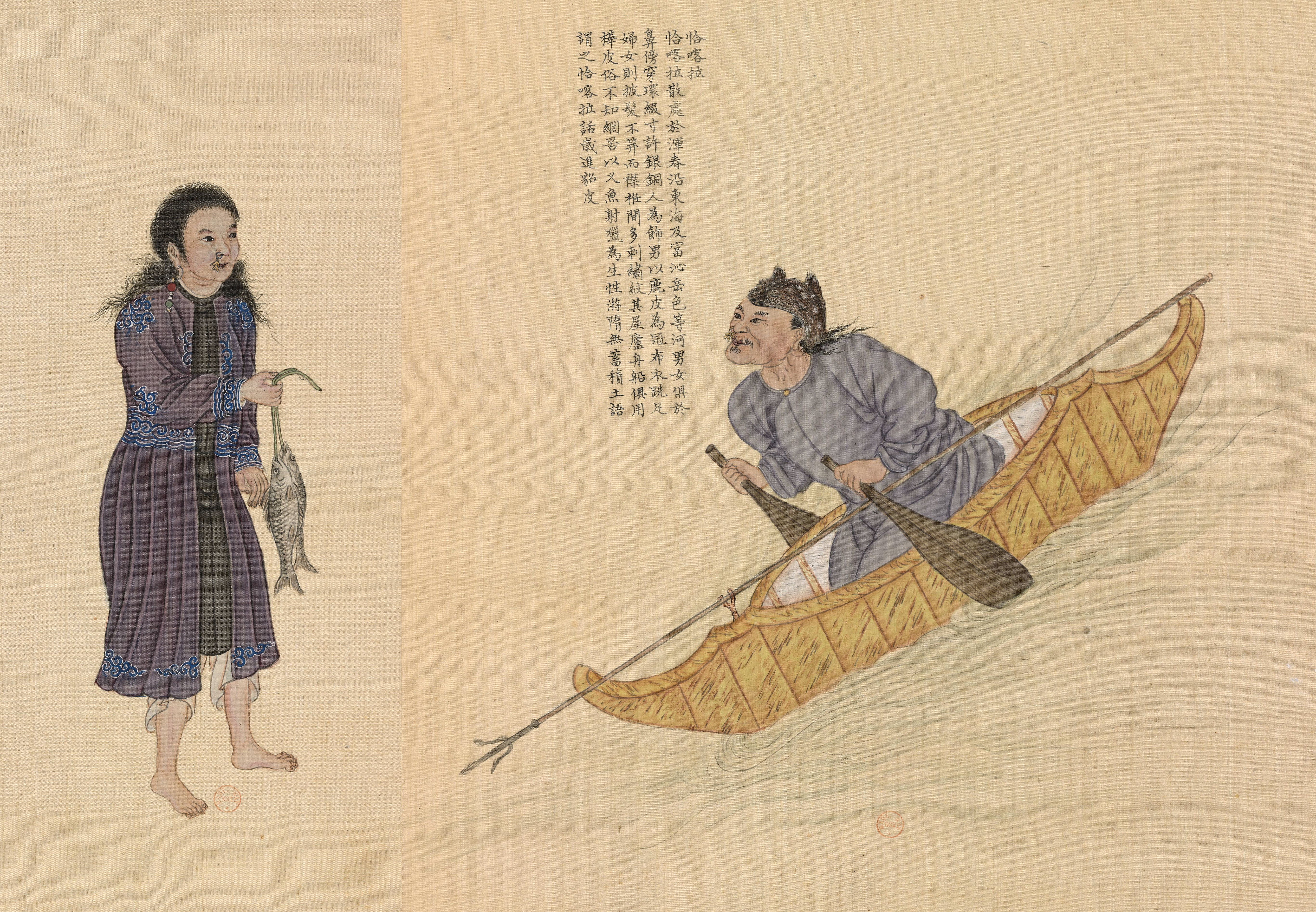
Udehejczycy
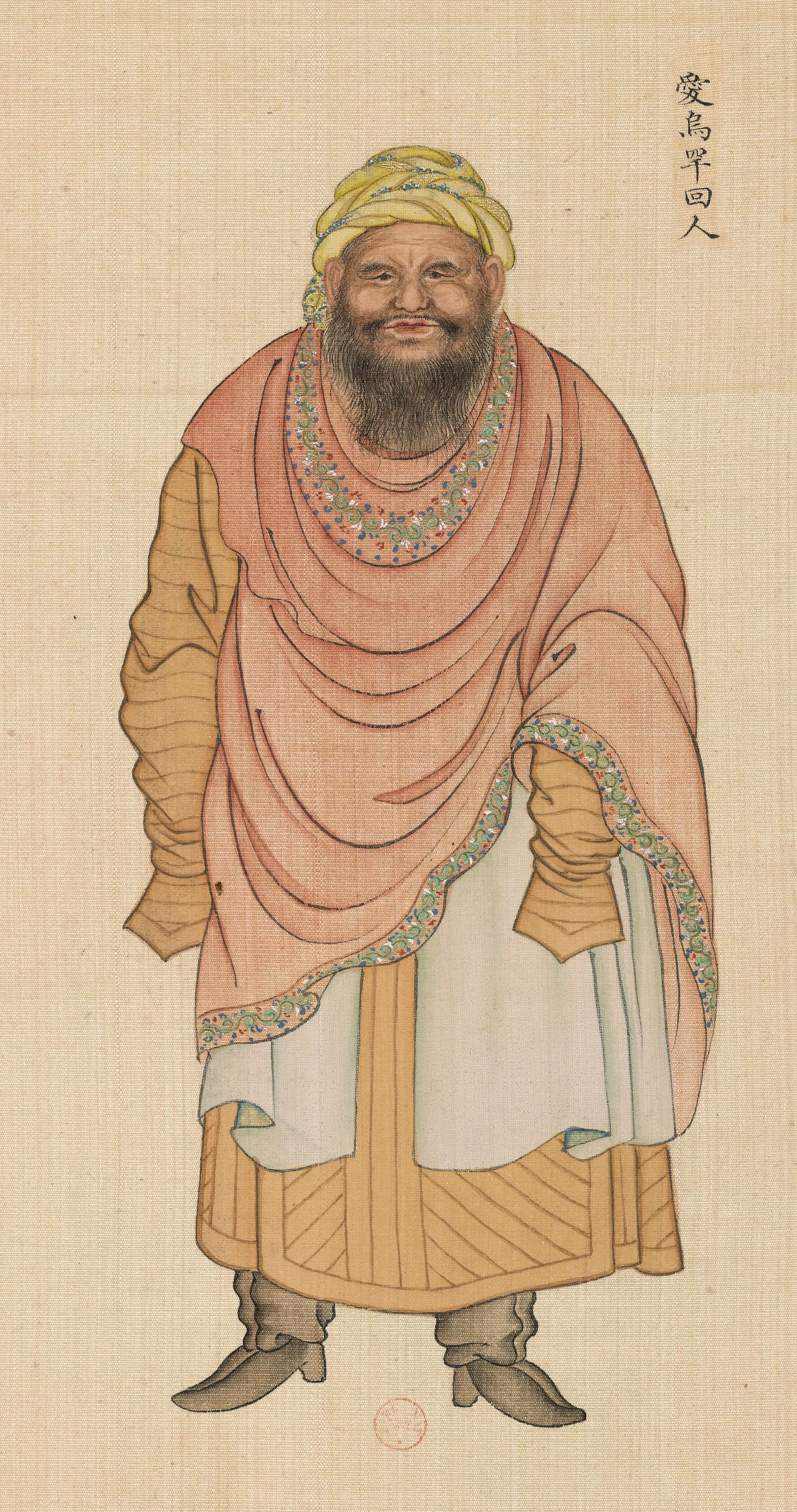
Muzułmanin z Afganistanu.